# Шон Гоутер
Шон Гоутер (англ. Shaun Goater, нар. 25 лютого 1970, Гамільтон) — бермудський футболіст, що грав на позиції нападника. По завершенні ігрової кар'єри — тренер.
Відомий насамперед виступами за англійський «Манчестер Сіті». Найкращий бомбардир в історії національної збірної Бермудських островів.

## Клубна кар'єра
Народився 25 лютого 1970 року в Гамільтоні, адміністративному центрі Бермудських островів. Займався футболом у місцевих юнацьких командах, а 1988 року перебрався до Великої Британії, приєднавшись до академії «Манчестер Юнайтед».
У дорослому футболі дебютував 1989 року у третьому дивізіоні англійського футболу виступами за «Ротергем Юнайтед». Захищав його кольори до 1996 року. У цей же період, протягом частини 1993 року грав на правах оренди за друголіговий «Ноттс Каунті».
У 1996–1998 роках захищав кольори «Бристоль Сіті», також представника третього англійського дивізіону, після чого повернувся до Манчестера, ставши гравцем друголігового на той час «Манчестер Сіті». Загалом провів за «містян» шість сезонів, протягом яких встиг пограти і в третьому дивізіоні (в сезоні 1998/99), і в Прем'єр-лізі (в сезонах 2000/01 і 2002/03). На рівні елітного англійського дивізіону не відзначався видатною результативністю, а от в іграх нижчих дивізіонів був у складі «Сіті» одним з головних бомбардирів, і залишив команду 2003 року маючи середню результативність на рівні 0,46 гола за гру першості.
Протягом 2003—2006 років продовжував грати в Англії, у другому дивізіоні за «Редінг» та «Ковентрі Сіті», а також у третьому дивізіоні за «Саутенд Юнайтед».
Згодом повернувся на Бермуди, де 2006 року засниував футбольний клуб «Бермуда Гоггес», за команду якого особисто пограв у 2007–2008 роках. А остаточно завершив ігрову кар'єру у 2010 році, встигнувши ще провести низку ігор за іншу бермудську команду, «Норт Вілледж Ремс».

## Виступи за збірну
1987 року дебютував в офіційних матчах у складі національної збірної Бермудських островів.
Загалом протягом кар'єри в національній команді, яка тривала 18 років, провів у її формі 22 матчі, забивши 20 голів (за іншими данними — 36 матчів і 32 голи). Протягом значної частини кар'єри у збірній був єдиним професійним футболістом у її складі і залишається найкращим бомбардиром у її історії.

## Кар'єра тренера
Отримавши перший тренерський досвід на батьківщині як граючий тренер «Норт Вілледж Ремс» 2008 року, у середині 2010-х повернувся до Англії, де тренуав низку нижчолігових команд.
2021 року обійняв посаду тренера в академії «Манчестер Сіті».